# Huclier
Huclier je francouzská obec v departementu Pas-de-Calais v regionu Hauts-de-France. Žije zde 155 obyvatel.

## Geografie

### Sousední obce
| Růžice kompasu | Hestrus               | Tangry  |         | Růžice kompasu |
| Růžice kompasu | Conteville-en-Ternois | Sever   | Valhuon | Růžice kompasu |
| Růžice kompasu | Conteville-en-Ternois | Huclier | Valhuon | Růžice kompasu |
| Růžice kompasu | Conteville-en-Ternois | Jih     | Valhuon | Růžice kompasu |
| Růžice kompasu | Troisvaux             |         |         | Růžice kompasu |